# Leçons de Ténèbres
Pour les articles homonymes, voir Leçons de ténèbres (homonymie).
Les leçons de Ténèbres sont un genre musical liturgique créé en France au XVIIe siècle et destiné au premier des trois nocturnes qui accompagnent chaque office des Ténèbres (matines des Jeudi, Vendredi et Samedi saints). Ce genre ne survit pas à la musique baroque, disparaissant dans la première moitié du XVIIIe siècle, mais il fournit un thème lyrique souvent évoqué en littérature jusqu'à l'époque contemporaine.

## Origine et définition du genre
Alors que les deuxième et troisième nocturnes mettent en œuvre des textes de saint Augustin et de saint Paul, le premier nocturne utilise les Lamentations de Jérémie dans la version de saint Jérôme. Pour des raisons pratiques il est avancé à l'après-midi (aux vêpres) du jour précédent, autrement dit aux Mercredi, Jeudi et Vendredi saints, avec pour conséquence de devenir l'occasion d'une élaboration musicale particulière. En Italie dès le XVIe siècle, après que le concile de Trente eut défini le tonus lamentationum du nocturne, ces passages du Livre des lamentations furent mis en musique purement vocale, sous une forme polyphonique, qui contrastait déjà avec le chant grégorien des Offices eux-mêmes. Mais ce n'est qu'en France, au plus tôt sous le règne de Louis XIII, que l'on invente le genre des « leçons de Ténèbres », en traitant ces parties vocales de manière mélismatique avec accompagnement d'une basse continue instrumentale. La formule inédite se définit par le caractère ambigu de cette musique religieuse, à la fois austère et sophistiquée, puisque, comme l'écrit le musicologue Thierry Favier, « ce nouveau genre, typiquement français, mais qui avait été abordé en Europe par des musiciens comme Claudin de Sermisy, Thomas Luis de Victoria, Carlo Gesualdo, Thomas Tallis (...) associait la virtuosité vocale propre à l'air de cour, caractérisée par l'ornementation et les diminutions, à une déclamation syllabique proche du récitatif ».

## Développement historique
On a pu affirmer à la fin du XVIIe siècle que François Cosset, maître de musique à Notre-Dame sous Louis XIII, était le premier à avoir introduit la basse continue instrumentale dans le premier nocturne des Ténèbres. Mais le témoignage assuré le plus ancien ne permet pas de faire remonter les leçons de Ténèbres longtemps avant 1656, année où un tel concert est décrit pour la première fois, dans La Muse historique. 
C'est dans l'environnement de la cour royale que se développe cette nouvelle pratique. Les spectacles d'opéra étant interdits depuis le début du carême, les leçons de Ténèbres deviennent l'occasion d'employer les chanteurs et musiciens des ballets royaux à des fins religieuses. Les plus grands noms de la musique de cour du règne du Roi Soleil et de la régence suivante s'illustrèrent dans ce genre qui inspire encore aujourd'hui des compositeurs :
- Pierre-Augustin Antheaume,
- Saint-Arsène,
- Nicolas Bernier,
- Charles-Henri de Blainville,
- Sébastien de Brossard,
- Marc-Antoine Charpentier,
- Louis-Nicolas Clérambault C.183 -188 (musique perdue),
- Michel Corrette,
- François Couperin,
- Louis-Claude Daquin,
- Pierre-Louis-Augustin Desvigne,
- Joseph-Hector Fiocco,
- Jean Gilles,
- Jean-Baptiste Gouffet,
- Henri Hardouin,
- Joseph Meunier d'Haudimont,
- Niccolò Jommelli,
- Michel-Richard de Lalande,
- Michel Lambert,
- Philippe Lejay (1789-1854),
- Merle (1776),
- Joseph Michel,
- Guillaume-Gabriel Nivers,
- Yves-Marie Pasquet,
- Louis-Luc Loiseau de Persuis,
- Jean Fery Rebel, (musique perdue),
- François-Xavier Richter,
- Jean-Jacques Rousseau,
- André Venture (XVIIIe siècle),
- Alexandre de Villeneuve,
- Jan Dismas Zelenka
- Jean-Baptiste Médard

Partie du chapitre cathédral de Senlis, dans un contexte autrefois lié à Port-Royal, et trouvant des échos jusqu'en Sorbonne, une querelle théologique éclate en 1698 contre l'usage des instruments de la basse continue, violes et violons en particulier, qui sont alors perçus comme profanes et incompatibles avec l'atmosphère de deuil qui accompagne la Crucifixion.

## Composition des Leçons de Ténèbres
Un ensemble complet de Leçons de ténèbres pour les trois jours entiers de la Semaine Sainte incluait neuf leçons, chacune requérant l'utilisation de textes spécifiques des Lamentations ; cependant les conventions définissant quels textes précis des Lamentations à utiliser varièrent légèrement entre la Renaissance et le Baroque, et suivant les usages locaux.
La liste suivante représente le schéma typique des Leçons de Ténèbres du baroque français, dans l'arrangement écrit par Marc-Antoine Charpentier :
Mercredi saint
- Première leçon pour le mercredi Saint - 1:1-5
- Deuxième leçon pour le mercredi Saint - 1:6-9
- Troisième leçon pour le mercredi Saint - 1:10-14

Jeudi saint
- Première leçon pour le Jeudi saint - 2:8-11
- Deuxième leçon pour le Jeudi saint - 2:12-15
- Troisième leçon pour le Jeudi saint - 3:1-9

Vendredi saint
- Première leçon pour le vendredi Saint - 3:22-30
- Deuxième leçon pour le vendredi Saint - 4:1-6
- Troisième leçon pour le vendredi Saint - 5:1-11

Cependant en pratique les compositeurs produisirent rarement la mise en musique complète des 9 leçons. Marc-Antoine Charpentier fait figure d'exception notable puisqu'il est l'auteur d'un corpus de 32 leçons de ténèbres (H.91 à H.98, H.102 à H.110, H.120 à H.125, H.135 à H.143) et dupliqua tous les arrangements à plusieurs reprises .
Les services requéraient additionnellement des lettres hébraïques, antiphons et des motets supplémentaires - 9 pour chaque jour, 27 au total. C'est encore Marc-Antoine Charpentier qui en composa le plus grand nombre (19 Répons, H.111 à H.119, H.126 à H.134, H.144). À l'image des Leçons, les Répons français se distinguent stylistiquement des Responsoria de la Renaissance de Tomás Luis de Victoria et Carlo Gesualdo.

## Échos littéraires
Nombreuses sont les œuvres littéraires qui reprennent ce titre, surtout au XXe siècle :
- Les Leçons de ténèbres, une suite romanesque de Françoise Chandernagor ;
- Les Trois Leçons des ténèbres, texte de Roger Caillois, illustré par Pierre Albuisson, parution posthume de 1978.
- La Leçon de ténèbres, une pièce de théâtre de Patrick Kermann, parue en 1999.
- La Leçon de ténèbre, second tome de la série de bande dessinée IAN ;
- Les Leçons de ténèbres, livre CD, photographies de Jean-Pierre Bertin-Maghit, musique de Jean-Baptiste Médard, préface de Dominique Fernandez de l'Académie française, Éditions Cassis Belli, 2023.

### Discographie
- Marc-Antoine Charpentier
  - Troisième Leçon du Vendredi Saint, H.110, Troisième Leçon du Mercredi Saint à trois parties, H.108 ;  Claudine Collard, Yvonne Melchior, Jean Archimbaud, Orchestre de Concerts Pasdeloup, dir. Louis Martini. LP  Pathé 1953
  - Troisième Leçon du Mercredi Saint à trois parties, H.108, Première Leçon de Ténèbres du Mercredi Saint pour une basse, H.120 ;  Ensemble vocal et instrumental Roger Blanchard, dir. Roger Blanchard. LP Discophiles français, 1962
  - Leçons de Ténèbres, Office du Mercredi Saint, H.117, H.120, H.138, H.131, H.126, H.141, H.173, Office du Jeudi Saint, H. 121, H.139, H.136, H.144, H.128, H.528, H.510, H.521, Office du Vendredi Saint, H.95, H.99, H.100, H.140, H.133, H.130 ;  Il Seminario Musicale, Gérard Lesne. 3 CD Virgin Classics 1995 Diapason d’or
  - Leçons de Ténèbres, Office du Mercredi Saint, H.96, H.97, H.98, H.111, H.112, H.113, Office du Jeudi Saint, H.102, H.103, H.109, Office du Vendredi Saint, H.105, H.106, H.110 ; Judith Nelson, Anne Verkinderen (sopranos), Concerto Vocale, René Jacobs, contreténor et dir. 3 CD Harmonia Mundi 1979 Diapason d'or
  - Leçons de Ténèbres, H.96, H.97, H.98/108, H.102, H.103, H.106, H.105, H.109, H.110, H.100 a ; Anne Marie Rodde, Sonia Nigoghossian, Clara Virz, La Grande Écurie et La Chambre du Roy, dir. Jean-Claude Malgoire 3 LP CBS 1978
  - Leçons de Ténèbres, H.120, H.121, H.122, H.123, H.124, H.125, H.135, H.136, H.137 ; Howard Crook, Luc De Meulenaere, hautes-contre; Jan Caals, Harry Ruyl, ténors; Michel Verschaeve, basse taille; Kurt Widmer, basse; Musica Polyphonica, dir. Louis Devos. 2 LP Erato 1984 report 2 CD 1986
  - Leçons de Ténèbres, H.97, H.104, H.107 ; Alain Zaepffel, haute-contre, Véronique Dietschy, soprano. CD Adès 1990
  - Leçons de Ténèbres, H.97, H.98, (H.105, extrait) & Raga de la nuit avancée ; Alain Zaepffel, haute-contre, Véronique Dietschy, soprano. CD K617 1991
  - Leçons de Ténèbres, H.120, H.121, H.122 ; Stéphan MacLeod, basse; Arte de Suenatori, dir. Alexis Kossenko. CD Alpha, 2011
  - Leçons de Ténèbres, H.135, H.136, H.137, Kai Wessel, Dominique Visse, hautes-contre; Christoph Pregardien, Harry Van Berne, ténors; Klaus Martens, Peter Kooy, basses; The Amsterdam Baroque Orchestra, dir. Ton Koopman. CD Erato 1992
  - Leçons de Ténèbres, H.120, H.123, H.138, Stéphane Degout, baryton; Samuel Boden,ténor; Arcangelo, dir. Jonathan Cohen. CD Hyperion 2018
- François Couperin
  - Leçons de Ténèbres, Motets, Magnificat, Véronique Gens, Sandrine Piau, Emmanuel Balssa, Les Talens Lyriques, Christophe Rousset. CD Decca 2000
  - Office des Ténèbres de la Semaine Sainte, 3 Leçons de Ténèbres du Mercredy, Il Seminario Musicale, Gérard Lesne. CD Harmonic records Cantus. 1993 Diapason d’or
- Michel Richard de Lalande
  - Troisième Leçon de Ténèbres du Mercredi Saint, troisième Leçon de ténèbres du Jeudi Saint, troisième Leçon de ténèbres du Vendredi Saint, Sophie Karthäuser; Ensemble Les Correspondances, dir. Sébastien Daucé. CD Harmonia Mundi 2017
- Michel Lambert
  - Neuf Leçons de Ténèbres, Ivete Piveteau, direction, Noémi Rime, soprano, Nathalie Stutzmann, contralto, Charles Brett, haute-contre, Howard Crook, ténor, Virgin classics 1989
  - Neuf Leçons de Ténèbres, Marc Mauillon, Myriam Rigol, viole de gamme, Roussel Thibaut, luth, Mankar-Bennis, clavecin. CD Harmonia Mundi 2018
- Nicolas Bernier
  - Leçons de Ténèbres du premier jour. Office des Ténèbres du jeudi Saint- premier nocturne, Raphaële Kennedy, soprano, Emmanuel Jacques, violoncelle baroque, Pierre-Adrien Charpy, orgue, Ensemble Da Pacem. CD Champeaux 1998
- Michel Corrette
  - Leçons de Ténèbres (1784), 1ère Leçon pour le Mercredy Saint, 1ère Leçon pour le Jeudi Saint, 1re Leçon pour le Vendredy Saint, Catherine Greuillet, soprano, Philippe Foulon, violoncelle, Olivier Vernet, orgue. CD Lygia digital 1997.
- Jean Gilles
  - Première Lamentation pour le Mercredi Saint, Première Lamentation pour le Jeudi Saint, première Lamentation pour le Vendredi Saint, Anne Magouët, dessus, Vincent Lièvre-Picard, haute-contre, Bruno Boterf, taille, Allain Buet, basse taille, chœur de chambre Les Éléments (Joël Suhubiette), orchestre Les Passions, dir. Jean-Marc Andrieu. CD Ligia Digital 2010
- Joseph Michel
  - 3 Leçons de Ténèbres, Mundo Corde, Hervé Lamy, ténor, Huguette Gremy-Chauliac, clavecin, Yuka Saïto, viole de gamme, Michel Sauvé, violon,Sophie Iwamura, violon, psalmus 2010-2011
  - 9 Leçons de Ténèbres, Le Concert spirituel, Hervé Niquet. CD Virgin classics, 1998
- Jan Dismas Zelenka
  - Leçons de Ténèbres et Répons, Collegium Vocale 1704, Collegium 1704, Vaclav Luks, Dir. CD Accent 2012

- Jean-Baptiste Gouffet
  - 3 Leçons de Ténèbres, Le Concert de L'Hostel Dieu, Stéphanie Revient, soprano, Luc Gaugler, viole de gambe, Vincent Dumestre, théorbe, Frank-Emmanuel Comte. CD Pierre Vérany 1999
- François-Xavier Richter
  - 9 Leçons de Ténèbres, Isabelle Poulenard, soprano, Pascal Bertin, ténor, Gilles Ragon, ténor, Peter Harvey, basse, Ensemble Stradivaria, dir. Daniel Cuiller. CD Cypres 2006
- Francisco Guerrero,
  - Lamentations, The Choir of Westminster Cathedral, directed by Martin Baker. CD Hypérion 2014
- Charles Gounod
  - Gallia, motet-lamentation pour soprano, chœurs et orchestre (1871), (projet d'enregistrement)

- Cristobal de Morales
  - Office des Ténèbres, Doulce Mémoire, Denis Raisin Dadre. CD Astrée 2002
- Carlo Gesualdo
  - Leçons de Ténèbres, Deller Consort, Alfrd Deller. CD Harmonia Mundi
  - Tenebrae Responsories, A Sei Voci. 2 CD Erato veritas 2015
- Thomas Tallis
  - Lamentations of Jeremiah & Respond , The Tallis Scholars, directed by Peter Philips. CD Gimell     1992
- Claudin de Sermisy
  - Leçons de Ténèbres, Ensemble Clément Janequin, dir. Dominique Visse. CD Harmonia Mundi 2004
- Jean-Baptiste Médard
  - Les Leçons de ténèbres, Luanda Siqueira, soprano, Ronald Martin Alonso, viole de gambe, CD Cassis Belli 2023.